# Cladoconidium articulatum
Cladoconidium articulatum är en svampart som beskrevs av Bandoni & Tubaki 1985. Cladoconidium articulatum ingår i släktet Cladoconidium, divisionen sporsäcksvampar och riket svampar.   Inga underarter finns listade i Catalogue of Life.